# Laperrière-sur-Saône
Laperrière-sur-Saône és un municipi francès, situat al departament de la Costa d'Or i a la regió de Borgonya - Franc Comtat. L'any 2007 tenia 400 habitants.

## Demografia

### Població
El 2007 la població de fet de Laperrière-sur-Saône era de 400 persones. Hi havia 148 famílies, de les quals 35 eren unipersonals (12 homes vivint sols i 23 dones vivint soles), 47 parelles sense fills, 62 parelles amb fills i 4 famílies monoparentals amb fills.
La població ha evolucionat segons el següent gràfic:
Habitants censats

### Habitatges
El 2007 hi havia 158 habitatges, 146 eren l'habitatge principal de la família, 6 eren segones residències i 5 estaven desocupats. 156 eren cases i 2 eren apartaments. Dels 146 habitatges principals, 123 estaven ocupats pels seus propietaris, 17 estaven llogats i ocupats pels llogaters i 6 estaven cedits a títol gratuït; 4 tenien dues cambres, 13 en tenien tres, 47 en tenien quatre i 83 en tenien cinc o més. 121 habitatges disposaven pel capbaix d'una plaça de pàrquing. A 49 habitatges hi havia un automòbil i a 83 n'hi havia dos o més.

### Piràmide de població
La piràmide de població per edats i sexe el 2009 era:
| Homes | Edats   | Dones |
| ----- | ------- | ----- |
| 0     | 95 o +  | 0     |
| 0     | 90 a 94 | 0     |
| 4     | 85 a 89 | 8     |
| 0     | 80 a 84 | 4     |
| 12    | 75 a 79 | 8     |
| 4     | 70 a 74 | 12    |
| 4     | 65 a 69 | 8     |
| 8     | 60 a 64 | 8     |
| 8     | 55 a 59 | 0     |
| 4     | 50 a 54 | 12    |
| 16    | 45 a 49 | 0     |
| 16    | 40 a 44 | 12    |
| 12    | 35 a 39 | 4     |
| 8     | 30 a 34 | 12    |
| 8     | 25 a 29 | 12    |
| 8     | 20 a 24 | 4     |
| 8     | 15 a 19 | 8     |
| 8     | 10 a 14 | 8     |
| 12    | 5 a 9   | 16    |
| 8     | 0 a 4   | 12    |

## Economia

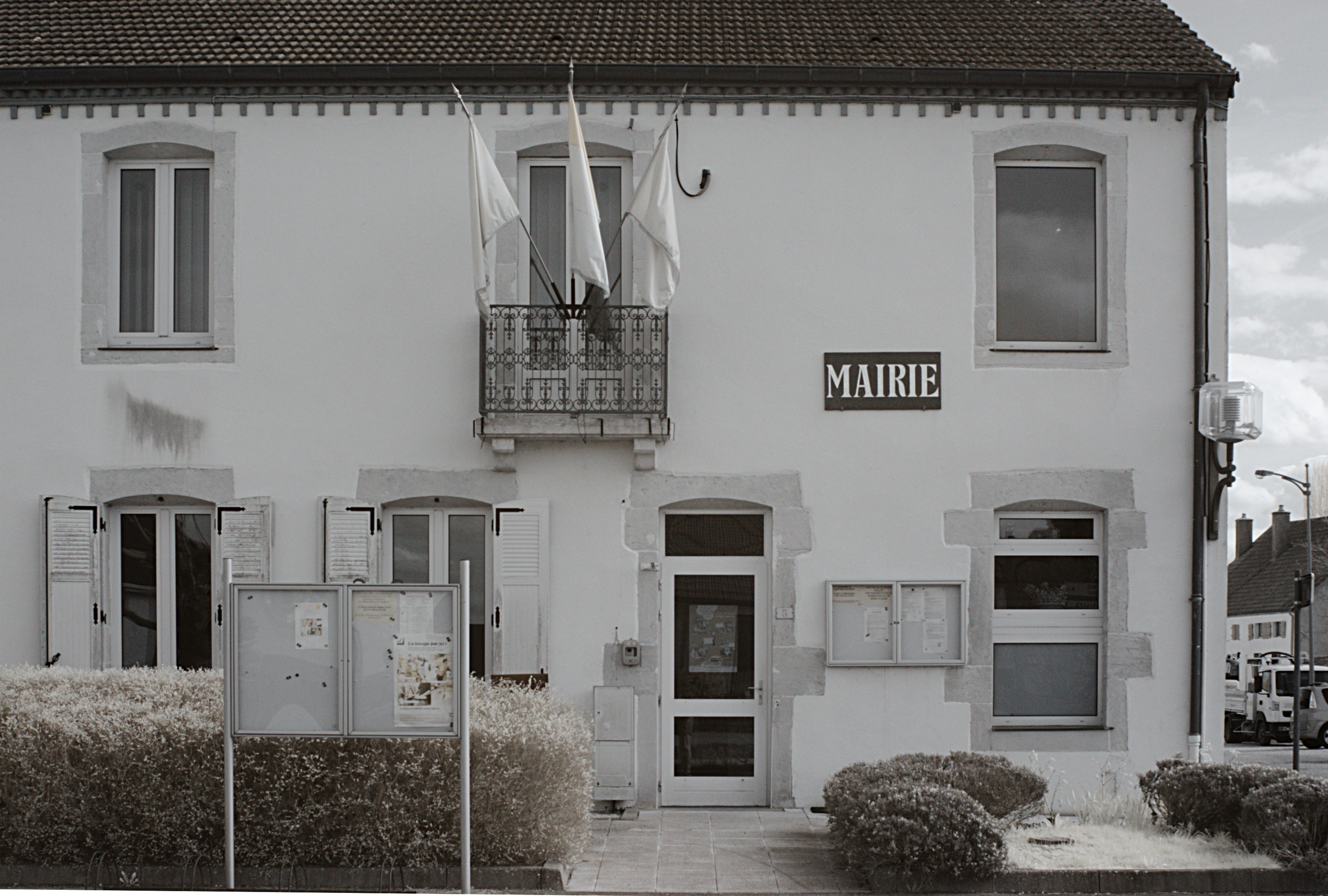
Fotografia infraroja de l'ajuntament

El 2007 la població en edat de treballar era de 243 persones, 176 eren actives i 67 eren inactives. De les 176 persones actives 161 estaven ocupades (94 homes i 67 dones) i 15 estaven aturades (8 homes i 7 dones). De les 67 persones inactives 20 estaven jubilades, 23 estaven estudiant i 24 estaven classificades com a «altres inactius».

### Ingressos
El 2009 a Laperrière-sur-Saône hi havia 146 unitats fiscals que integraven 391 persones, la mediana anual d'ingressos fiscals per persona era de 16.599 €.

### Activitats econòmiques
Dels 11 establiments que hi havia el 2007, 5 eren d'empreses de construcció, 3 d'empreses de comerç i reparació d'automòbils, 1 d'una empresa de transport i 2 d'empreses d'hostatgeria i restauració.
Dels 3 establiments de servei als particulars que hi havia el 2009, 1 era un paleta, 1 fusteria i 1 lampisteria.
L'únic establiment comercial que hi havia el 2009 era una botiga d'electrodomèstics.
L'any 2000 a Laperrière-sur-Saône hi havia 7 explotacions agrícoles.

## Equipaments sanitaris i escolars
El 2009 hi havia una escola elemental integrada dins d'un grup escolar amb les comunes properes formant una escola dispersa.

## Poblacions més properes

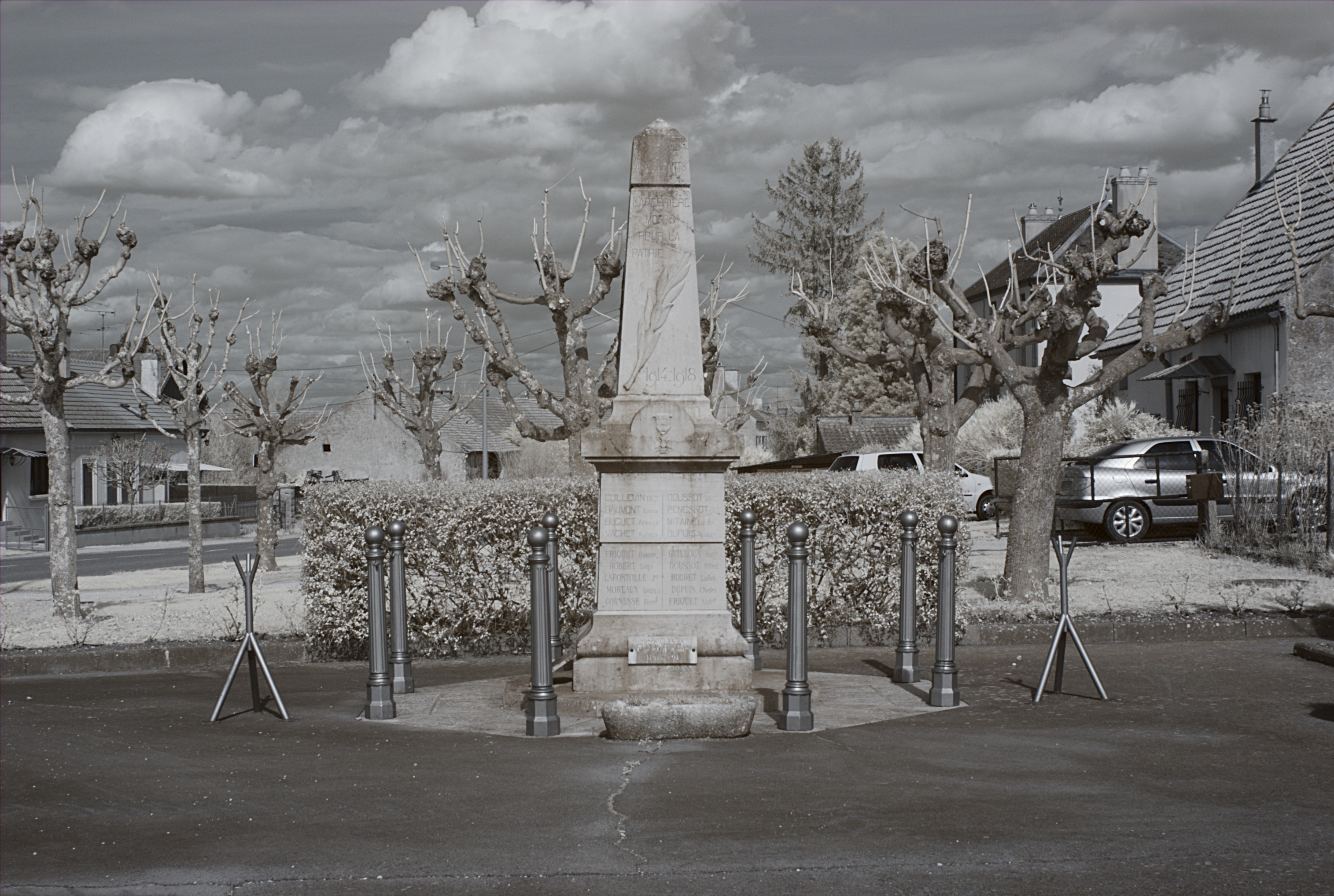
Monument als Morts durant la Primera i la Segona Guerra Mundial (fotografia infraroja)

El següent diagrama mostra les poblacions més properes.